# Карл II (герцог Пармский)
Карл Людовик Бурбон-Пармский (итал. Carlo Ludovico di Borbone-Parma, фр. Charles Louis de Bourbon-Parme; 22 декабря 1799, Мадрид — 16 апреля 1883, Ницца, Франция) — король Этрурии (под именем Луиджи или Людовик II) в 1803—1807 годах, герцог Лукки (под именем Карл I) в 1815—1847 годах, герцог Пармский (под именем Карл II) в 1847—1849 годах.

## Биография
Карл Людовик родился в Мадриде, в семье Людовика Бурбон-Пармского и Марии-Луизы Испанской, дочери короля Испании Карла IV. Он был внуком Фердинанда I, герцога Пармы в 1765—1802 годах.
После захвата Наполеоном I территории Пармского герцогства, Людовик Бурбон-Пармский был в 1801 году назначен королём Этрурии, нового государственного образования, созданного на месте Великого герцогства Тосканского. Карл Людовик наследовал своему отцу в 1803 году, при регентстве своей матери Марии-Луизы.
Однако, в 1807 году — вследствие франко-испанского соглашения — королевство Этрурия было ликвидировано, а его территория в качестве департамента присоединена к Франции. В качестве «компенсации» юному Карлу Людовику был обещан трон Северной Лузитании (Lusitania Septentrional) — государства, которое Наполеон планировал создать на севере Португалии. Но эти планы реализованы не были.

## Герцог Луккский
После падения Наполеона в 1815 году, решением Венского конгресса, была произведена очередная европейская рокировка: Пармское герцогство было восстановлено, — но трон в нём получили не Бурбоны, а жена Наполеона Мария-Луиза Австрийская, которая управляла им до своей смерти. Взамен Пармские Бурбоны получили маленькое герцогство Лукка и обещание после смерти Марии-Луизы присоединить к «освободившейся» Парме территории Пьяченцы и Гуасталлы. Герцогиней Луккской стала мать Карла Людовика, а после её смерти в 1824 году трон Лукки унаследовал он сам.
В первые годы самостоятельного правления он не принимал активного участия в государственном управлении, передоверив его правительству во главе с Антонио Манси, а сам в период с 1824 по 1827 годы много путешествовал по Италии. В 1827 году переехал в Саксонию, где ему принадлежали два замка: Ухендорф и Вайстроп (около Дрездена) и до 1833 года жил там.
В начале 1830-х годов он начал проявлять больший интерес к государственным делам. В 1833 году он провёл всеобщую амнистию в Лукке. Во внешней политике заметным шагом Карла Людовика было признание результатов Июльской революции 1830 года во Франции, когда трон «короля-рыцаря» Карла X занял нелегитимный Луи-Филипп. С другой стороны, Карл Людовик активно поддерживал карлистов в Испании. В 1834 году его дядя — карлистский претендент дон Карлос старший (Карл V) — провозгласил Карла Людовика инфантом Испании.

## Герцог Пармский
После смерти императрицы Марии-Луизы 17 декабря 1847 года Лукка была присоединена к Великому герцогству Тосканскому, а Карл Людовик был восстановлен на праотеческом троне Пармского герцогства.
Но правление его оказалось недолгим. Уже 19 марта 1848 года в Парме началось народное восстание, ставшее частью событий революционной кампании 1848—1849 годов в Италии. Карл II был вынужден денонсировать оборонительный союз с Австрией и обещать введение в Парме конституции. Однако, через месяц — 19 апреля — он отказался от своего обещания и вынужден был передать власть временному правительству, которое 16 июня 1848 года объявило о присоединении герцогства к Сардинскому королевству. Впрочем, 24-25 июля 1848 года сардинские войска потерпели поражение от австрийцев в сражении при Кустоцце, австрийская армия заняла территорию Пармского герцогства — и Карл II аннулировал все постановления временного правительства.

## Отречение
В марте 1849 года военные действия между Австрией и Сардинией возобновились и австрийские войска были эвакуированы из Пармы. Лишившись поддержки австрийцев и устав от борьбы, Карл II 17 мая 1849 года объявил об отречении от престола в пользу своего сына Карла III Фердинанда.

## После отречения
Последние 34 года своей жизни Карл Людовик провёл за пределами Пармы, в Сардинском королевстве и в Тоскане, пользуясь титулом графа Виллафранка. После уступки Италией в 1860 году части Лигурии с Ниццей Наполеону III, Карл Людовик поселился в этом городе и умер там 16 апреля 1883 года.

## Брак и дети
5 сентября 1820 года вступил в брак с Марией Терезой Савойской (1803—1879), дочерью сардинского короля Виктора Эммануила I и Марии-Терезы Моденской из дома Габсбургов.
В этом браке рождены двое детей: Луиза (1821—1823) и Карл Фердинанд (1823—1854) (будущий Карл III Пармский).

## Интересные факты
- В 1818—1820 годах на Ла-Плате, при поддержке Бельграно, Пуэйрредона и католического духовенства, обсуждался вопрос об установлении в молодой южноамериканской стране монархической формы правления. Тайные переговоры по этому поводу вели Англия и Франция. Короновать планировали герцога Луккского. Однако этим планам не суждено было сбыться[3].

## Список литературы
- Lucarelli, Giuliano. Lo sconcertante Duca di Lucca, Carlo Ludovico di Borbone-Parma  (итал.). — Lucca: Maria Pacini Fazzi editore, 1986.
- Vignoli, Giulio. Le tombe dei Duchi di Parma  (англ.) // Scritti politici clandestini. — ECIG, Genova, 2000.